# Srbsko-řecký církevní spor (1346–1375)

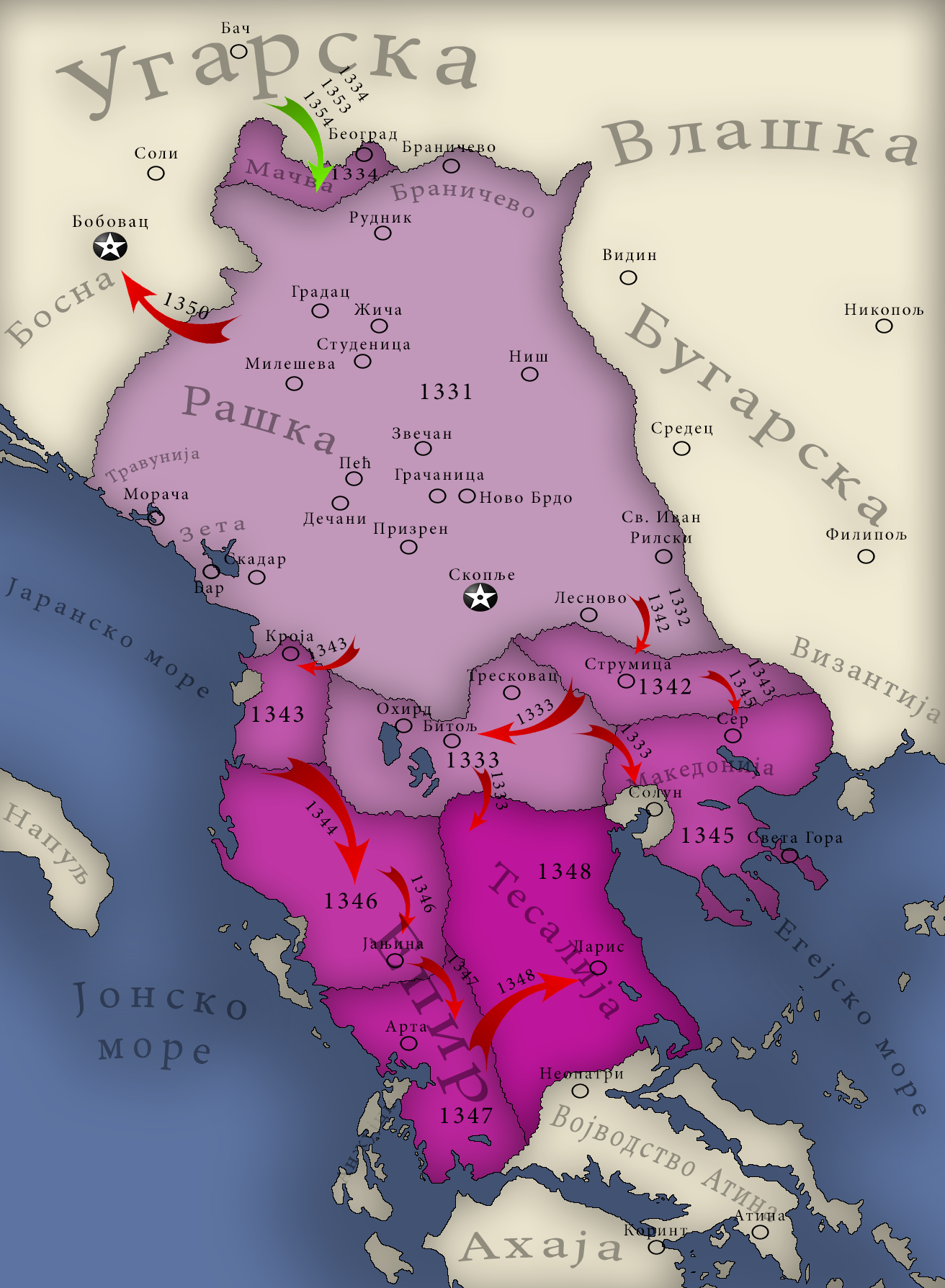
Rozšíření srbského státu na jižní (řecká) území za vlády krále a cara Štěpána Dušana (1331–1355).

Srbsko-řecký církevní spor v letech 1346–1375 byl církevním sporem mezi srbským Pećským patriarchátem a řeckým Konstantinopolským patriarchátem. Začal krátce poté, co byla na jaře roku 1346 Pećské arcidiecézi udělen status patriarchátu. Příčinou sporu byly neshody ohledně patriaršího titulu a rozsahu patriarší moci v jižních oblastech, které byly připojeny k Srbskému carství za vlády Štěpána Dušana. Tyto neshody brzy přerostly v otevřený konflikt poté, co konstantinopolský patriarcha Kallistos I. odsoudil srbskou církevní hierarchii, což vedlo k církevnímu rozkolu. První pokusy o vyřešení sporných otázek proběhly v letech 1363 a 1368, avšak k definitivnímu a úplnému usmíření obou církví došlo až v roce 1375 díky úsilí srbského knížete Lazara Hrebeljanoviće a konstantinopolského patriarchy Filothea.

## Pozadí sporu (1346)

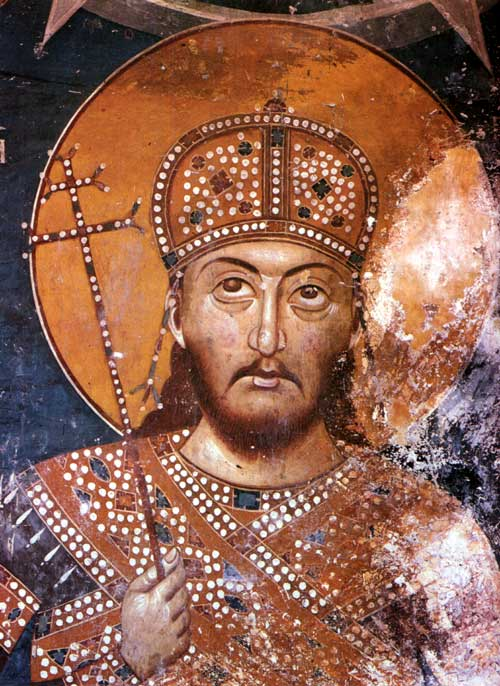
Srbský král a car Štěpán Dušan (1331–1355)

Za vlády Štěpána Dušana (1331–1355) se srbský stát výrazně rozšířil na jih Balkánského poloostrova dobytím byzantských území. Vzhledem k tomu, že dobyté země se převážně nacházely pod církevní jurisdikcí Konstantinopolského patriarchátu, změna státní moci s sebou nesla nutnost reorganizace církevní správy na připojených územích. Na jaře roku 1346 byl na státním sněmu ve Skopji srbský arcibiskup prohlášen patriarchou a srbský panovník byl korunován carem. Tímto bylo vyhlášeno založení Srbského carství a Srbského patriarchátu. Tento krok, učiněný bez souhlasu byzantského císaře a konstantinopolského patriarchy, se stal počátkem srbsko-řeckého konfliktu ohledně oprávněnosti carského a patriaršího titulu.

## Otevřený konflikt (1350–1353)

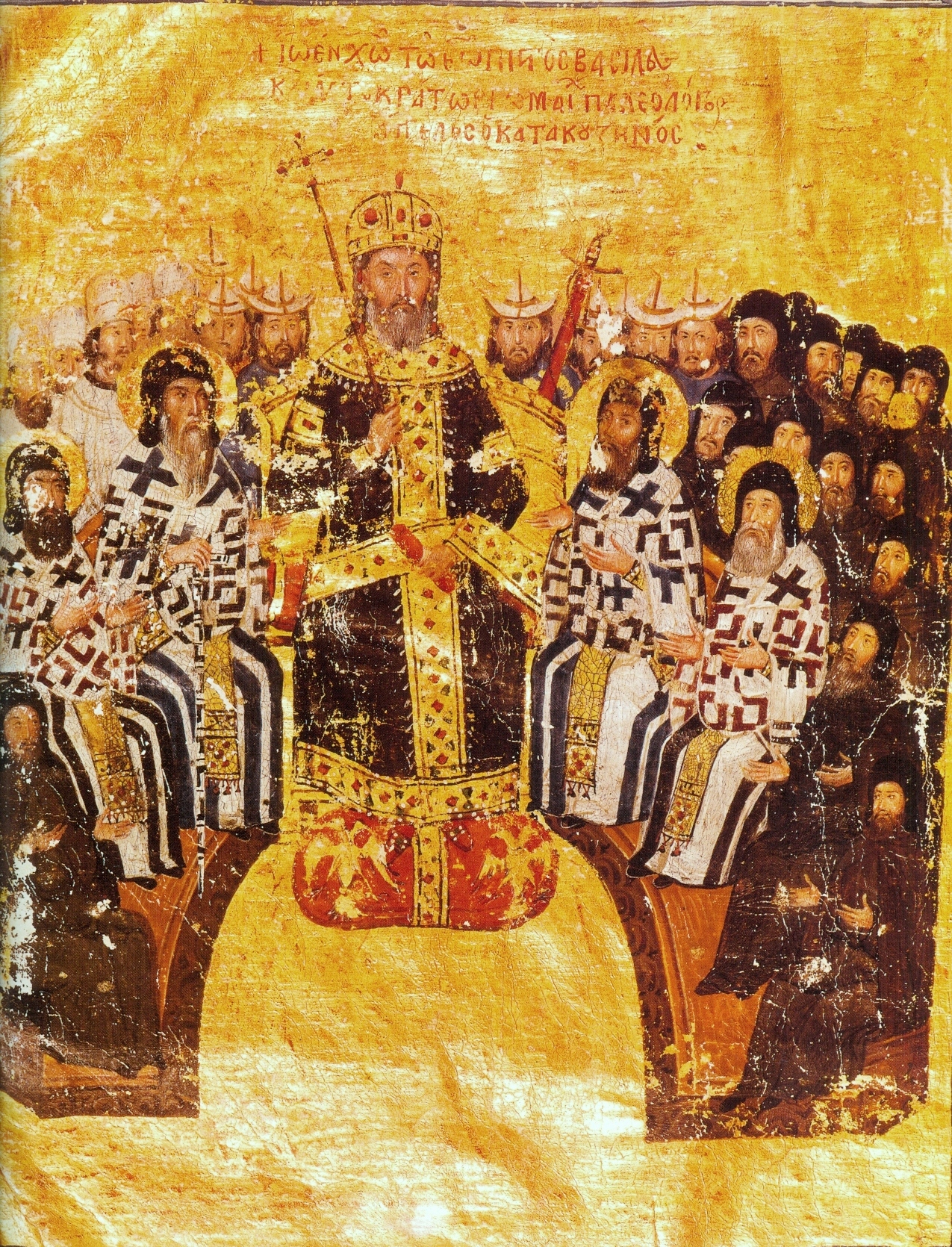
Byzantský císař Jan VI. Kantakuzenos (1347–1354)

Po roce 1346 rozšířil Srbský patriarchát svou moc na nová jižní území a začlenil do své jurisdikce eparchie v dobytých oblastech – Makedonii, Thesálie a Epiru. V reakci na to nový konstantinopolský patriarcha Kallistos I. (1350–1353) rozhodl o oficiálním odsouzení. Tento krok byl v souladu s politikou byzantského císaře Jana VI. Kantakuzena, která směřovala k oslabení nově ustavené srbské moci na bývalých byzantských územích. Patriarcha vydal akt o exkomunikaci srbského panovníka a nejvyšších srbských církevních hodnostářů za uzurpaci carského titulu a patriaršího úřadu, konkrétně za převzetí kontroly nad eparchiemi Konstantinopolského patriarchátu v nedávno dobytých oblastech.
Protože se text tohoto aktu nedochoval, historikové dodnes vedou spory o formě a stupni exkomunikace. Existují dva hlavní názory:
- Podle prvního se jednalo o exkomunikaci z eucharistického společenství (zbavení práva společného sloužení liturgie), tedy o přerušení církevního společenství mezi oběma církvemi.
- Podle druhého bylo uplatněno úplné vyloučení z Církve, což zahrnovalo i anathéma – nejvyšší církevní trest, prokletí.

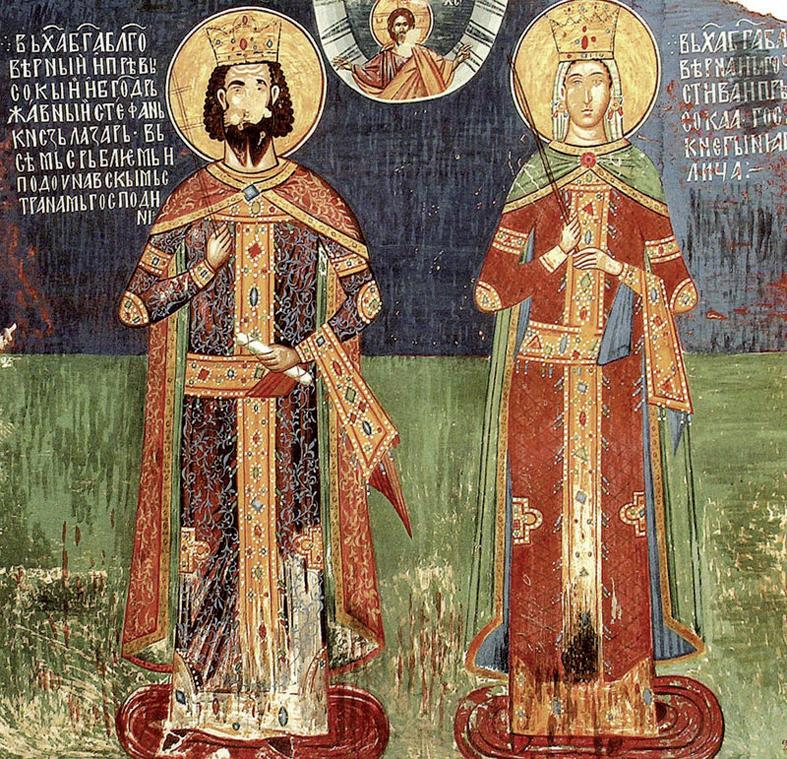
Srbský kníže Lazar a kněžna Milica na fresce z kláštera Ljubostinja.

Analýza historických pramenů ukazuje, že nikde není zmínka o anatému uvaleném na srbského cara a patriarchu. Uvádí se, že anatéma se obvykle používala za nejtěžší zločiny proti víře, jako je hereze nebo odpadlictví. Pozdější dokumenty o usmíření (1368, 1371, 1375) naznačují, že srbsko-řecký konflikt měl eklesiologický (týkající se učení o Církvi), a nikoli dogmatický (týkající se základů věrouky) charakter. V dokumentu konstantinopolského patriarchy Filothea z roku 1371 je původní odsouzení, vynesené patriarchou Kallistem, přímo označováno jako epitimie a exkomunikace (řecky ἀφορισμός), nikoli anatéma. V kontextu tohoto dokumentu o usmíření to znamená, že trestem bylo pouze zbavení práva koncelebrace (přerušení eucharistického společenství).
Nicméně názor o uvalení „anatémy“ se dodnes objevuje v některých vědeckých pracích a zejména mezi publicisty, kteří tvrdí, že anatéma byla uvalena nejen na srbského cara a nejvyšší duchovenstvo, ale i na veškeré srbské duchovenstvo a celý srbský národ.

## První kroky ke smíření (1363–1371)
Vzhledem k narůstající turecké hrozbě se byzantský císař Jan V. Palaiologos v roce 1363 rozhodl zahájit jednání se Srbskem, což zahrnovalo i hledání cest k vyřešení církevních sporů. Při této příležitosti patriarcha Kallistos I. osobně dorazil do města Seres, kde ho uvítala srbská carevna Elena, která spravovala Serskou oblast jako vdova po caru Štěpánu Dušanovi a matka tehdejšího srbského cara Štěpána Uroše V. (1355–1371). Navzdory slavnostnímu přijetí nebyla jednání dokončena kvůli náhlé Kallistově smrti. Srbsko-řecká jednání byla obnovena v roce 1368, kdy despot Jovan Uglješa dosáhl částečné dohody s Konstantinopolským patriarchátem. Oficiální potvrzení toho bylo vydáno v roce 1371, kdy byla uznána jurisdikce konstantinopolského patriarchy nad eparchiemi Serské oblasti.

## Konečné smíření (1375)
Srbsko-řecký církevní spor byl ukončen v roce 1375 díky úsilí knížete Lazara Hrebeljanoviće, vládce Moravského Srbska, který vyslal delegaci do Konstantinopole k jednání s konstantinopolským patriarchou Filotheem. Jednání byla úspěšně završena, z velké části díky svatohorskému mnichu Izajášovi. Srbská strana se vzdala dalších nároků na jižní eparchie a řecká strana zrušila dříve vynesené odsouzení a uznala patriarchální hodnost Srbské pravoslavné církve. Zástupci Konstantinopolského patriarchátu poté dorazili do Srbska a navštívili i Prizren, kde nad hrobkou cara Štěpána Dušana v klášteře Svatých Archandělů byla přečtena charta konstantinopolského patriarchy Filothea, která rušila dřívější odsouzení. Tímto aktem byl ukončen srbsko-řecký církevní spor.